# Wendelin Merbot

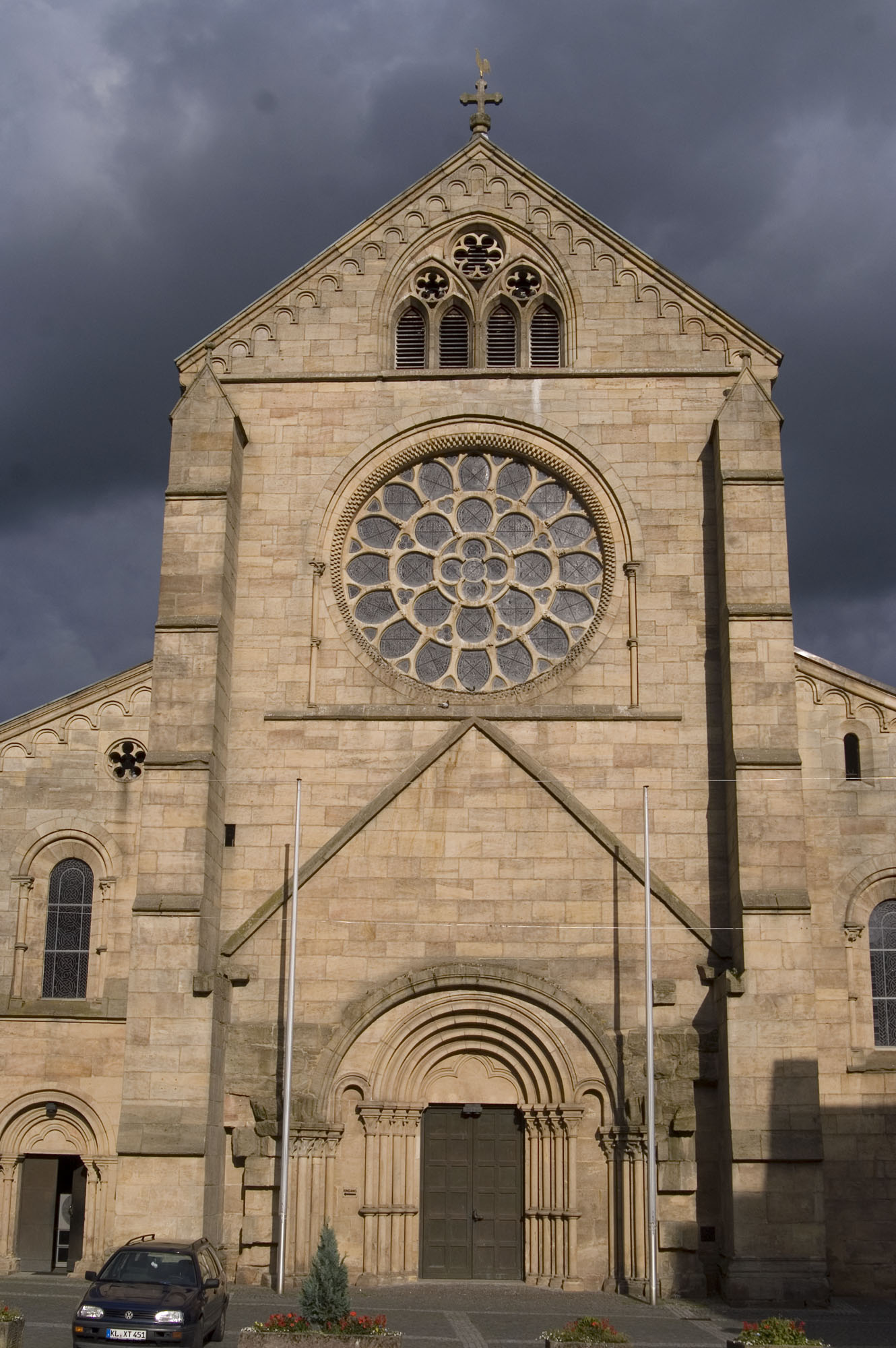
Klosterkirche Otterberg

Wendelin Merbot SOCist († 31. Oktober 1561 in Worms) war ein Zisterzienser und letzter Abt des Klosters Otterberg.

## Leben und Wirken
Über seine Herkunft und Familie ist nichts bekannt. Der Vorgänger, Abt Wigand, ist noch für 1551 urkundlich belegt. Abt Wendelin Merbot aus Otterberg wohnte bereits der Wahl des aus Speyer stammenden Eberbacher Abtes Pallas Brender, am 22. September 1553 bei. 
1559 forderte der Pfälzer Kurfürst Friedrich III. den Otterberger Abt Wendelin und seine Mönche auf, zum Protestantismus überzutreten, sowie die Klosterkirche dem evangelischen Gottesdienst zur Verfügung zu stellen, was diese ablehnten. Deshalb löste der Herrscher den Konvent 1561 zwangsweise auf und vertrieb die Zisterzienser von dort. Wendelin Merbot musste am 24. Februar 1561 urkundlich auf seine Abtsrechte verzichten und siedelte mit den letzten drei Konventualen, unter Zusicherung einer geringen Leibrente, in den Otterberger Hof zu Worms um. Hierbei handelte es sich um ein heute nicht mehr vorhandenes Hofgut der Abtei, nördlich der Wormser Magnuskirche. Da sich der Komplex zu jener Zeit schon im Besitz des Jesuitenordens befand, lebte Wendelin Merbot dort in einem Nebengebäude; am 24. Juni des gleichen Jahres nahm er das Wormser Bürgerrecht an.

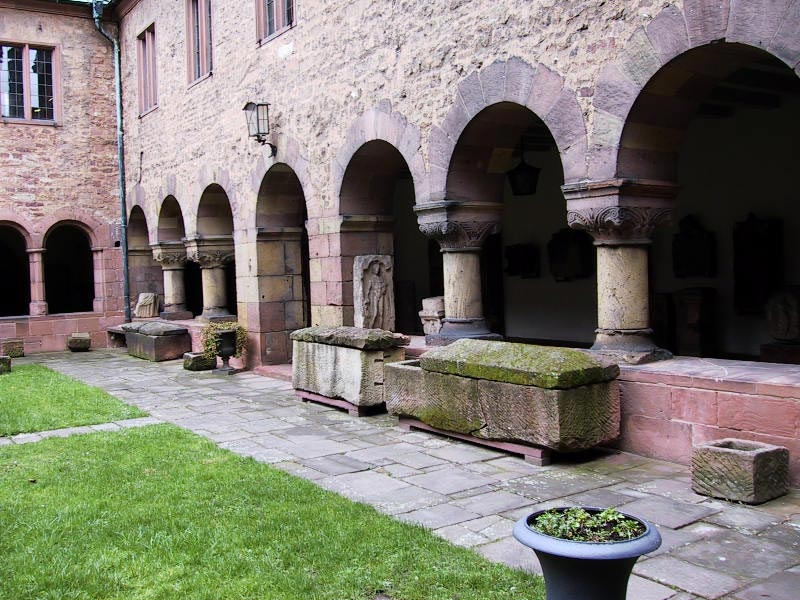
Kreuzgang des Andreasstifts Worms

Abt Wendelin starb bereits am 31. Oktober 1561 und wurde im Kreuzgang des nahen St. Andreasstiftes beigesetzt. Die Grabinschrift ist nicht mehr existent, wurde aber hier noch von dem Historiker Johann Friedrich Schannat († 1739) vorgefunden und überliefert. Im Andreaskreuzgang setzte man 1563 auch Wolfgang Cartheiser, den ebenfalls in Worms lebenden letzten Abt des Zisterzienserklosters Schönau bei.